# Jordi López
Jordi López Felpeto (* 28. Februar 1981 in Granollers bei Barcelona) ist ein spanischer Fußballspieler, der bei Vitesse Arnheim in der niederländischen Eredivisie spielt.

## Spielerkarriere

### Jugend und B-Teams
Der gebürtige Katalane Jordi López startete seine Karriere als Fußballer in der Jugend des FC Barcelona. Von 2000 bis 2002 spielte er zwei Jahre lang für das B-Team der Katalanen, bis er ausgerechnet zum Erzrivalen Real Madrid wechselte. Dort spielte er in seiner ersten Saison ausschließlich für Real Madrid Castilla und kam in der Segunda División B zum Einsatz. In der Saison 2003/2004 wurde er in die erste Mannschaft geholt, aber er konnte sich nicht durchsetzen und so kam er am Saisonende nur auf zwei Erstliga-Einsätze.

### Primera División
Nach dem missglückten Versuch bei den „Königlichen“ zog es Jordi López zum FC Sevilla. Bei den Andalusiern spielte er jeweils die Hälfte der Partien, gekrönt vom Sieg im UEFA-Cup-Finale 2006 gegen den FC Middlesbrough. Um öfter zu spielen, wechselte Jordi López erneut die Mannschaft, und so zog es ihn auf die Balearen-Insel Mallorca. Wiederum nur ein Jahr später wurde er trotz zahlreicher Einsätze im Vorjahr an den Ligarivalen Racing Santander ausgeliehen. Dort spielte er nur 14 Mal, so dass er von den Kantabriern nicht verpflichtet wurde.

### Auslandserfahrungen
Nachdem Jordi López in der Rückrunde der Football League Championship 2008/09 für den englischen Zweitligisten Queens Park Rangers aktiv gewesen war, wechselte er zum Saisonanfang der Football League Championship 2009/10 zum walisischen Verein Swansea City. Sein neuer Verein verfehlte in dieser Spielzeit den Einzug in die Play-off-Runde mit einem siebenten Platz ganz knapp. Auch in der Football League Championship 2010/11 spielte Swansea um den Aufstieg in die Premier League mit, jedoch kam López nur zu sporadischen Einsätzen. Im Januar 2011 wechselte er in die Niederlande zu Vitesse Arnheim.

## Erfolge
- 2006 – UEFA Cup mit dem FC Sevilla